# 해남군·완도군·진도군
해남군·완도군·진도군은 대한민국의 국회의원 선거구이다. 전라남도 해남군, 완도군, 진도군을 관할한다. 현 지역구 국회의원은 더불어민주당의 박지원이다.

## 역사
대한민국 제18대 국회의원 선거를 앞두고 선거구가 조정되면서 해남군·진도군 선거구에 완도군이 편입되면서 신설되었다.

## 관할 구역
| 대수  | 관할 구역                           |
| ----- | ----------------------------------- |
| 18대~ | 해남군 일원 완도군 일원 진도군 일원 |

## 역대 국회의원
| 선거   | 정당 | 정당         | 의원   |
| ------ | ---- | ------------ | ------ |
| 2008년 |      | 무소속       | 김영록 |
| 2012년 |      | 민주통합당   | 김영록 |
| 2016년 |      | 국민의당     | 윤영일 |
| 2020년 |      | 더불어민주당 | 윤재갑 |
| 2024년 |      | 더불어민주당 | 박지원 |

## 역대 선거 결과

### 대한민국 제18대 국회의원 선거
|  | 50.49% |

|  | 43.01% |

|  | 3.42% |

|  | 3.06% |

### 대한민국 제19대 국회의원 선거
|  | 56.04% |

|  | 20.86% |

|  | 11.22% |

|  | 5.24% |

|  | 3.52% |

|  | 3.09% |

### 대한민국 제20대 국회의원 선거
|  | 54.38% |

|  | 41.24% |

|  | 2.27% |

|  | 2.09% |

### 대한민국 제21대 국회의원 선거
|  | 67.50% |

|  | 30.90% |

|  | 1.58% |

### 대한민국 제22대 국회의원 선거
|  | 92.35% |

|  | 7.64% |